# Cleomedes (Mondkrater)
Cleomedes ist ein großer Einschlagkrater auf der nordöstlichen Mondvorderseite am nördlichen Rand des Mare Crisium, südlich des Kraters Burckhardt. Das Kraterinnere ist relativ eben, bis auf mehrere Nebenkrater, einen Zentralberg und eine in nordöstlicher Richtung verlaufende Rille, die Rima Cleomedes.
Der Kraterwall ist terrassiert.
| Buchstabe | Position           | Durchmesser | Link |
| --------- | ------------------ | ----------- | ---- |
| A         | 28,87° N, 55,07° O | 12 km       |      |
| B         | 27,13° N, 55,88° O | 11 km       |      |
| C         | 25,6° N, 54,78° O  | 14 km       |      |
| D         | 29,17° N, 61,85° O | 29 km       |      |
| E         | 28,59° N, 54,58° O | 21 km       |      |
| F         | 22,55° N, 56,98° O | 12 km       |      |
| G         | 23,96° N, 57,12° O | 19 km       |      |
| H         | 22,41° N, 57,61° O | 7 km        |      |
| J         | 26,86° N, 56,95° O | 10 km       |      |
| L         | 23,74° N, 54,35° O | 7 km        |      |
| M         | 24,15° N, 51,64° O | 6 km        |      |
| N         | 24,7° N, 52,53° O  | 6 km        |      |
| P         | 24,64° N, 56,15° O | 9 km        |      |
| Q         | 24,77° N, 56,64° O | 4 km        |      |
| R         | 29,44° N, 60,16° O | 15 km       |      |
| S         | 29,46° N, 58,96° O | 8 km        |      |
| T         | 25,7° N, 57,58° O  | 12 km       |      |

Der Krater wurde 1935 von der IAU nach dem griechischen Astronomen Kleomedes offiziell benannt.